# Janusz Ogiegło
Janusz Andrzej Ogiegło (ur. 3 maja 1954 w Kielcach) – polski samorządowiec, w latach 1994–2002 prezydent Jastrzębia-Zdroju.

## Życiorys
Ukończył budownictwo lądowe na Politechnice Krakowskiej, Wydział Górniczy Akademii Górniczo-Hutniczej oraz podyplomowe studia menadżerskie na Uniwersytecie Śląskim. Pracował w Jastrzębskim Przedsiębiorstwie Wodociągów i Kanalizacji, m.in. jako jego wiceprezes. Od 1996 był członkiem zarządu Śląskiego Związku Gmin i Powiatów, a w latach 1999–2002 jego przewodniczącym.
W 1994 został prezydentem Jastrzębia-Zdroju. W 1998 z rekomendacji AWS ponownie powołano go na to stanowisko, wszedł też do rady miejskiej. Należał do Ruchu Społecznego AWS, jeszcze jako jego członek kandydował w 2001 bezskutecznie do Sejmu z listy Platformy Obywatelskiej. W 2002 bez powodzenia ubiegał się o reelekcję do rady miasta z ramienia Jastrzębskiego Forum Samorządowego, przegrywając w pierwszej turze. Do 2006 sprawował mandat radnego (wybranego z listy JFS). W 2010 powrócił do rady miasta, kandydując z listy PO. W 2014 z listy PO kandydował do sejmiku województwa śląskiego, mandat radnego objął w 2015. W 2018 i 2024 zostawał ponownie radnym miejskim.